# Анконина, Ришар
Риша́р Анконина́ (фр. Richard Anconina; род. 28 января 1953 года) — известный французский киноактёр.

## Биография
Ришар Анконина родился в Париже в семье марокканских евреев. В 2002 году участвовал в фестивале американского кино в Довиле в качестве члена жюри.

## Избранная фильмография
- 1980 — Преступники в ночи / Le Bar du téléphone
- 1980 — Инспектор-разиня / Inspecteur la Bavure
- 1981 — Асфальт[фр.] / Asphalte
- 1981 — Выбор оружия / Le Choix des armes
- 1983 — Неукротимый / Le Battant
- 1983 — Мыс Каналья / Cap Canaille
- 1983 — Молодожён / Le Jeune Marié
- 1983 — Чао, паяц / Tchao Pantin
- 1984 — Слова и музыка / Paroles et musique
- 1985 — Уйти, вернуться / Partir, revenir
- 1985 — Полиция / Police
- 1986 — Красная зона / Zone rouge
- 1987 — Леви и Голиаф / Lévy et Goliath
- 1988 — В поисках скрипок / Envoyez les violons
- 1988 — Баловень судьбы / Itinéraire d’un enfant gâté
- 1992 — О ком ты думаешь? / À quoi tu penses-tu ?
- 1996 — Эркюль и Шерлок против мафии / Hercule et Sherlock
- 1997 — Рецепт от бедности / La Vérité si je mens !
- 2000 — Шесть / Six-Pack
- 2001 — Рецепт от бедности 2 / La Vérité si je mens ! 2
- 2002 — Гангстеры / Gangsters
- 2004 — Фабрика звёзд / Alive